# Platypalpus inferialis
Platypalpus inferialis är en tvåvingeart som beskrevs av Axel Leonard Melander 1927. Platypalpus inferialis ingår i släktet Platypalpus och familjen puckeldansflugor.
Artens utbredningsområde är Idaho. Inga underarter finns listade i Catalogue of Life.